# Amannus pectoralis
Amannus pectoralis – gatunek chrząszcza z rodziny kózkowatych. 

## Zasięg występowania
Ameryka Północna, występuje w płd. USA (Newada, Arizona i Kalifornia) oraz meksykańskim stanie Kalifornia Dolna.